# سن-ژان-دو-تورینیو
سن-ژان-دو-تورینیو (به فرانسوی: Saint-Jean-de-Thurigneux) یک کمون در فرانسه است که در Canton of Reyrieux واقع شده‌است.

## خصوصیات
سن-ژان-دو-تورینیو ۱۶ کیلومترمربع مساحت و ۶۱۵ نفر جمعیت دارد و ۲۸۶ متر بالاتر از سطح دریا واقع شده‌است.